# Channa melanoptera
Channa melanoptera és una espècie de peix de la família dels cànnids i de l'ordre dels perciformes.

## Descripció
- Fa 65 cm de llargària màxima.
- Absència d'escates a la regió gular del cap. 54-57 escates a la línia lateral. 13-15 escates predorsals.
- 44-48 radis a l'aleta dorsal i 28-32 a l'anal.
- La línia lateral es corba cap avall al nivell de les escates núms. 16-18 de la susdita línia.
- Totes les dades anteriors són, si fa no fa, iguals a les de Channa marulioides. L'única manera de separar a totes dues espècies és mitjançant llurs coloracions: C. marulioides té un ocel a la part superior de la base de l'aleta caudal (similar a la de Channa marulius), mentre que en C. melanoptera és absent. Channa marulioides també difereix de C. melanoptera en què la primera sovint (tot i que no sempre) presenta diverses àrees d'escates fosques vorejades de blanc al llarg dels flancs.[8][9][10][11][12]

## Reproducció
No n'hi ha gaire informació, però hom creu que construeix nius i els progenitors custodien els ous i les larves.

## Hàbitat i distribució geogràfica
És un peix d'aigua dolça, bentopelàgic i de clima tropical (al voltant dels 3°S), el qual viu a Àsia: Indonèsia (la conca del riu Kapuas a l'oest de Borneo i, probablement també, l'extrem meridional de Sumatra).

## Observacions
És inofensiu per als humans i possiblement present als mercats locals de peixos vius comestibles tenint en compte la seua moderada grandària.